# Napoleó Torriani
Napoleó Torriani o Napoleó della Torre (? - Castell de Baradello, Como 1278) fou el senyor de Milà entre 1265 i 1277.

## Orígens familiars
Fill del senyor de Milà Pagà I Torriani, fou el més poderós membre de la família Torriani.

## Vida política
El 1260 fou nomenat podestà de la ciutat de Piacenza. El 22 de juliol de 1262 Otó Visconti fou escollit arquebisbe de Milà, nomenament decidit en contra de l'opinió de Napoleó pel papa Urbà IV i que s'oposaven al nomenament de Martí Torriani, Raimon Torriani o Manfred de Sicília. A partir d'aquell moment Otó organitzà la noblesa en contra de Napoleó, que va arribar al poder al Senyoriu de Milà l'any 1265, succeint al seu cosí Felip Torriani en el Consell General de Milà, i al mateix temps es va convertir en podestà de Como, Novara, Bèrgam i Lodi. La seva política des del primer moment va ser una continuació de la traçada pel seu predecessor per a ajudar a Carles I d'Anjou.
La victòria de Carles d'Anjou a la batalla de Benevent el 26 de febrer de 1266 va marcar el triomf del partit güelf a la part central de la península Itàlica. El 4 d'abril de 1267 representants i senyors de les ciutats güelfes es van reunir a Milà per a renovar la lliga contra Conradí de Sicília, l'enemic de Carlos d'Anjou, que estava a punt de retornar a Itàlia. La lliga va confiar el comandament a Napoleó, al seu germà Raimon i a Guillem VII de Montferrat. Conradí es va establir a Pavia però Napoleó es va abstenir d'atacar-lo, potser per diferències amb el papa, motiu pel qual molts dels seus aliats güelfs van començar a veure'l amb recel. Després de la mort de Conradí a Tagliacozzo, Carles d'Anjou va estendre el seu domini al nord d'Itàlia, patrocinant diverses revoltes contra la seva família.
L'any 1273 Rodolf I d'Habsburg fou escollit Rei dels Romans i per a equilibrar la pèrdua del favor de Carles d'Anjou Napoleó es va unir al partit de Rodolf. Fruit d'aquesta aliança, Napoleó va rebre el títol de vicari imperial el 1274. Per a recordar aquest important títol va incloure en el seu escut l'àguila imperial. Per aquest temps el gibel·lins recuperaren posicions a Itàlia: Gènova, Montferrat, Pavia, Novara, Verona i Màntua. El governador o senescal de Llombardia designat per Carles fou derrotat el 10 de novembre del 1275 en la batalla de Roccavione per Guillem VII de Montferrat, i els angevins evacuaren el Piemont, Llombardia i, finalment.
Otó Visconti, arquebisbe de Milà des del 1262 que no havia pogut prendre possessió per l'oposició dels Torriani, va fer la guerra contra els Torriani però el seu exèrcit, comandat per Goffredo da Langosco va ser derrotat en la batalla de Guazzera el 1276, i el 1277 la batalla de Desio senyalà la victòria definitiva d'Otó Visconti. El 20 de gener de 1277 Otó va ocupar Lecco i Civate, arribant a la nit fins a Desio, on Napoleó i la seva família dormien. Napoleó i el seu nebot Guiu Torriani foren capturats i empresonats al Castell de Baradello a Como. L'arquebisbe Otó entrà triomfal a la ciutat de Milà i fou aclamat com a nou senyor de la ciutat. Napoleó morí en una gàbia de ferro al Castell de Baradello el 16 d'agost de 1278, i posteriorment fou enterrat a l'església de Sant Nicolau de la ciutat de Baradello.